# Мислібуж-Мали
Мислібуж-Мали (пол. Myślibórz Mały, нім. Klein Mützelburg) — село в Польщі, у гміні Нове Варпно Полицького повіту Західнопоморського воєводства.